# Lucien Baker

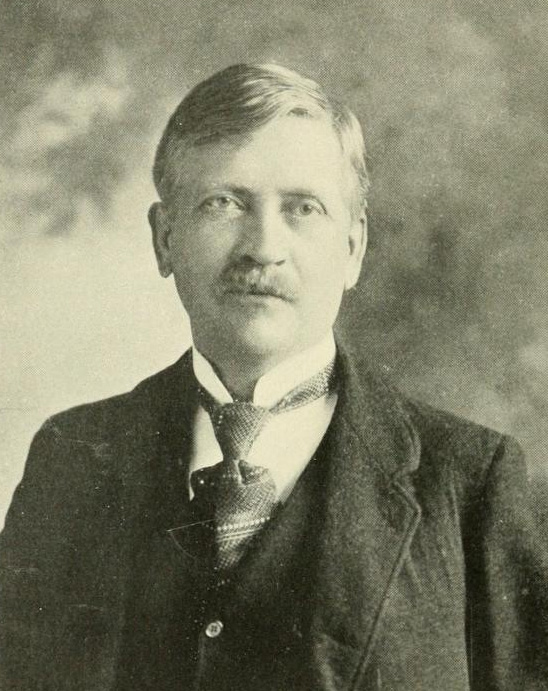
Lucien Baker

Lucien Baker (* 8. Juni 1846 bei Cleveland, Ohio; † 21. Juni 1907 in Leavenworth, Kansas) war ein US-amerikanischer Politiker (Republikanische Partei), der den Bundesstaat Kansas zwischen 1895 und 1901 im US-Senat vertrat.
Der in Ohio geborene Lucien Baker zog mit seinen Eltern schon früh nach Michigan, wo sich die Familie in Morenci niederließ. Er besuchte die öffentlichen Schulen, machte seinen College-Abschluss in Adrian und legte sein juristisches Examen an der University of Michigan in Ann Arbor ab. 1868 wurde er in die Anwaltskammer aufgenommen, woraufhin er nach Kansas zog und in Leavenworth als Jurist zu praktizieren begann. Von 1872 bis 1874 war er der Prozessanwalt der Stadt.
Politisch wurde Baker erstmals 1893 tätig, als er in den Senat von Kansas einzog, wo er bis 1895 verblieb. Am 4. März dieses Jahres wechselte er in den US-Senat in Washington und folgte dort auf den Demokraten John Martin. Nach einer sechsjährigen Amtsperiode stellte seine Partei ihn nicht mehr zur Wiederwahl auf; die Nominierung ging an den später auch bei der Wahl siegreichen Joseph R. Burton, den er 1895 noch knapp geschlagen hatte. Während seiner Zeit im Senat war er unter anderem Vorsitzender des Ausschusses für den öffentlichen Dienst.
Lucien Baker zog sich danach aus der Politik zurück und arbeitete wieder als Anwalt in Leavenworth, wo er 1907 starb. Sein älterer Bruder John war ebenfalls Politiker und saß von 1875 bis 1881 für Indiana im US-Repräsentantenhaus.